# 巴里加尔
巴里加尔（Barigarh），是印度中央邦Chhatarpur县的一个城镇。总人口8589（2001年）。

## 人口
该地2001年总人口8589人，其中男性4599人，女性3990人；0—6岁人口1651人，其中男821人，女830人；识字率49.99%，其中男性为60.53%，女性为37.84%。